# Advent

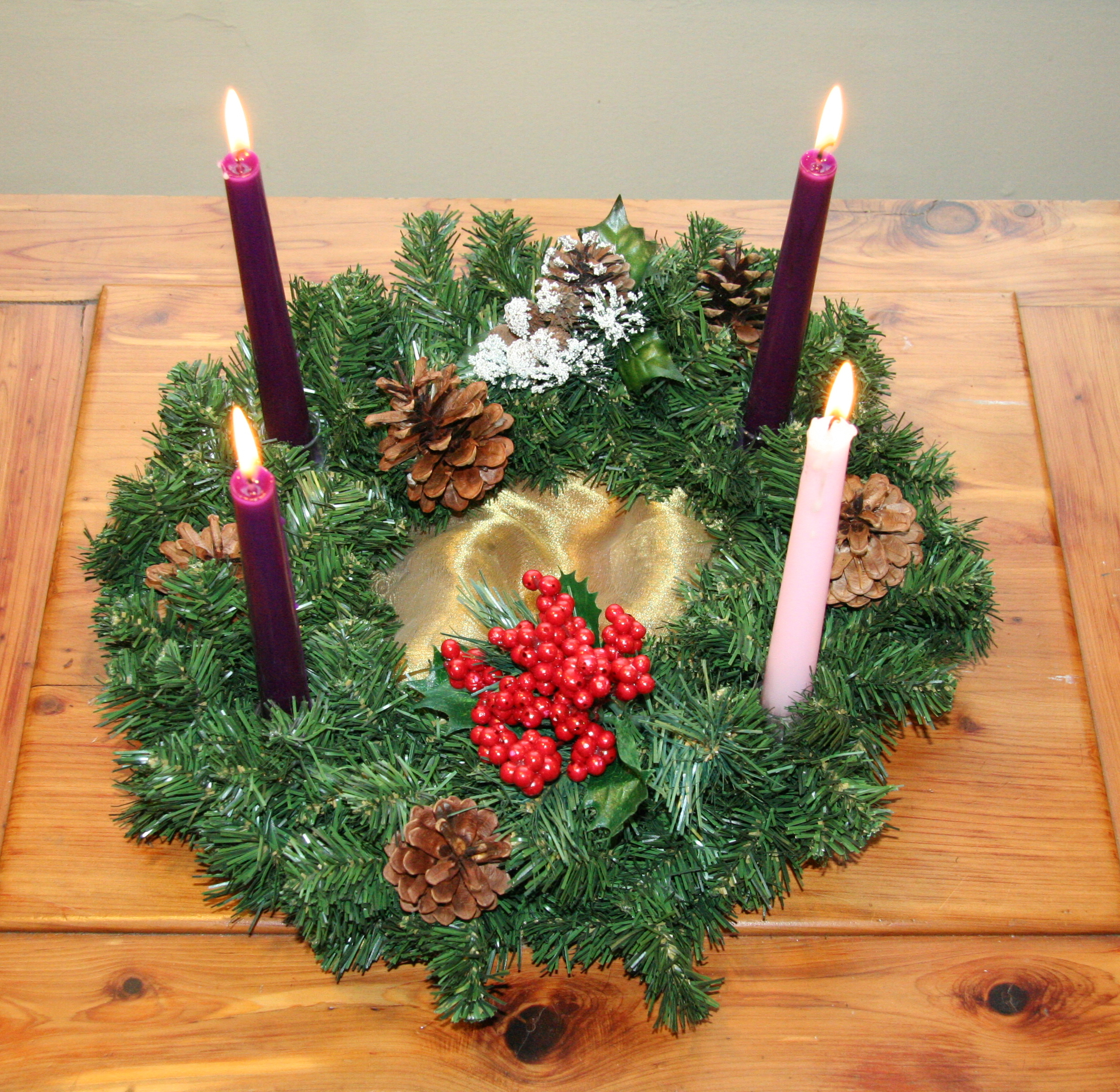
Coroniță de Advent, cu o lumânare roz pentru duminica Gaudete

Adventul (din latină adventus, „sosire”) este în calendarul romano-catolic perioada celor patru săptămâni de dinaintea Crăciunului. Prima duminică din Advent este totodată începutul anului liturgic romano-catolic. Timpul adventului începe întotdeauna cu o duminică și durează între 22 și 28 de zile, în funcție de ziua în care cade Crăciunul în a patra săptămână a adventului.

## Caracter
Timpul Adventului nu este un timp de post, de tristețe, ci un timp de profundă așteptare a venirii Mântuitorului. Pregătirea spirituală pentru această venire implică reflecția și metanoia, așa încât culoarea liturgică este culoarea violet (cu excepția celei de-a treia duminici din Advent, numită Gaudete, când bucuria trecerii primei jumătăți a timpului de așteptare transformă violetul în roz). Cântecul de bucurie aleluia se cântă în Advent (spre deosebire de Postul Paștilor, când nu se cântă aleluia).

## Prima duminică din Advent
| An   | Zi           |
| ---- | ------------ |
| 2022 | 27 noiembrie |
| 2023 | 03 decembrie |
| 2024 | 01 decembrie |
| 2025 | 30 noiembrie |
| 2026 | 29 noiembrie |